# Жестока любов
Жестока любов (на испански: Perro Amor) е испаноезична теленовела произведена в САЩ от компанията Телемундо. Това е римейк на колумбийската теленовела със същото име от 1998 написана от Наталия Оспина и Андрес Салгадо. Както и при повечето от другите си теленовели, Телемундо излъчват сериалът със субтитри на английски.

## Сюжет
Теленовелата „Жестока любов“ разказва историята на двама влюбени: Антонио Брандо (Карлос Понсе) и Камила Брандо (Марица Родригес), които са също така и братовчеди. Още като тийнейджъри са започнали една любовна игра, която по-късно им променя живота изцяло. Сега те се опитват да живеят един живот, изпълнен на приключения, страст, завоевания и любовни залози. Любовта обаче е една коварна игра и този, който се влюбва се оказва губещ.
Антонио е решен на всичко, за да се ожени за Даниела (Марица Бустаманте), дъщеря на бизнес партньор на баща му. Но в деня на сватбата им Камила прави един от нейните известни залози, а той гласи: Антонио не би посмял да остави булката пред олтара. Антонио приема залога и отказва да каже „Да“ независимо от това, че бащата на Даниела е най-големият инвеститор в строителната фирма на семейство Брандо и това би имало сериозно последствия за семейната фирма. Отказът му да се ожени застрашава важен проект за развитие, в която е свързана и съдбата на семейство Брандо, оставяйки ги на ръба на фалита. Също така, в деня на сватбата, докато се подготвя за нея (и след правенето на любов с Камила в една от стаите), той забелязва София (Ана Лусия Домингес) през прозореца на стаята си, чиято майка отговаря за храната на сватбата и София е нейния асистент на церемонията. Тази тяхна среща му променя живота и той от този ден започва да чувства нещо непознато за него дотогава, а именно любовта.
Успоредно с това фирмата на Брандо извършва измами в беден района на Маями, като не съобщават реалната цена на имотите на собствениците, а самата Камила е ръководител на проекта заедно със своят съпруг Гонсао (Родриго де ла Роса). Собствениците са представлявани от техен съсед, който има задачата да договаря цените на имотите и така той си слага подписа на всички документи за продажбата и се оказва главният виновник на цялата измама. След като разбира за измамата и че по този начин е подвел всички, които са разчитали на него за продажбата на къщите в квартала той слага край на живота си като се самоубива, защото няма очи да застане пред своите съседи. Неговият син, Роки (Котан Фернандес) се заклева, че ще отмъсти на семейство Брандо за смъртта на неговия баща. Роки е честен млад мъж, който мечтае да бъде музикант, обещаващ поп певец, който също се влюбва в София (двамата се срещат на сватбата на Антонио с Даниела), като и предлага искрена любов без лъжи или залози.
Икономическото бъдеще на строителната компания е заложено на карта, заедно с целия квартал, семейството и щастието на Роки. Но нещо ще се промени: Бащата на Антонио, Педро (Виктор Камара) оставя Антонио на улицата като му отнема яхтата на която живее и паричните средства. Антонио решава да се ожени за София и да се докаже на баща си, че вече е узрял, но София вече знае какъв е всъщност той и не иска да има нищо общо с него. Камила в същото време усеща, че започва да губи Антонио и прави всичко възможно да го задържи при себе си без да му признава, че е влюбена и че не всичко е любовна игра както са се разбрали двамата с Антонио през всичките тези години т.е. да са заедно само за забавление без да има чувства и обвързаност и да се отдават само на страстта.
Кой в крайна сметка ще успее да спечели сърцето на Антонио и дали Камила и София ще успеят да се преборят помежду си за него остава загадка до самия край на теленовелата.

## В България
В България теленовелата се излъчва от 19 септември 2011 г. по bTV и от 28 януари 2012 г. повторно излъчване по bTV Lady всеки уикенд. Ролите се озвучават от Василка Сугарева, Златина Тасева, Стефан Сърчаджиев-Съра, Симеон Владов и Цанко Тасев.

## Участват
- Ана Лусия Домингес (Ana Lucía Domínguez) – София Сантана
- Карлос Понсе (Carlos Ponce) – Антонио Брандо
- Марица Родригес (Maritza Rodríguez) – Камила Брандо
- Котан Фернандес (Khotan Fernández) – Роки Парис
- Силвана Ариас (Silvana Arias) – Вероника (Веро)
- Карлос Феро (Carlos Ferro) – Бени Капаросо
- Марица Бустаманте (Maritza Bustamante) – Даниела Валдири
- Елус Пераса (Elluz Peraza) – Клеменсия Брандо
- Виктор Камара (Víctor Cámara) – Педро Брандо
- Сули Монтеро (Zully Montero) – Доня Сесилия Брандо
- Карлос Гарин (Carlos Garin) – Анхел Сантана
- Наталия Рамирес (Natalia Ramirez) – Росарио Сантана
- Раул Ариета (Raúl Arrieta) – Диего Тамайо
- Родриго де ла Роса (Rodrigo De la Rosa) – Гонсало Касарес
- Анхелика Селая (Angélica Celaya) – Миранда

Специален гост
- Жанкарлос Канела (Jencarlos Canela) – Жанкарлос Канела